# Stöckheim (Braunschweig)
Stöckheim ist ein Stadtteil im Süden Braunschweigs an der Oker, der auf eine über 1000-jährige Geschichte zurückblickt und sich in den letzten hundert Jahren vom Bauerndorf zu einem urbanisierten Stadtteil entwickelt hat. Vor der Eingemeindung in das Braunschweiger Stadtgebiet 1974 gehörte Stöckheim zum niedersächsischen Landkreis Braunschweig und führte bis 1962 in Abgrenzung zum heutigen Wolfenbütteler Stadtteil Groß Stöckheim den Namen Klein Stöckheim. Stöckheim gehört zum Stadtbezirk 211, bis 2021 Stöckheim-Leiferde, seitdem Braunschweig-Süd.

## Geographie

### Geologie und Höhenangaben
Stöckheim liegt am steilen Ostufer der Oker, die zwischen Leiferde und Rüningen großräumig nach Osten verschwenkt und den Ort auf einem Niveau von durchschnittlich 72 m ü. NHN passiert. Das Ufer erreicht bei der unmittelbar am Fluss errichteten mittelalterlichen Kirche etwa 75 m.
Der Boden der Stöckheimer Flur wird von der lößbedeckten Niederterrasse des Flusses bestimmt, die sich zwischen den südlich gelegenen Kreideformationen des Lechlumer Holzes und den nördlichen eiszeitlichen Ablagerungen bei Melverode nach Osten ausdehnt und Richtung Mascherode sanft bis auf über 80 m ansteigt. Richtung Salzdahlum erreicht das Gelände beim Heinebecksberg eine Höhe von 122 m. Naturräumlich ist diese Landschaft das Salzdahlumer Hügelland, das mit der Aue im Börßum-Braunschweiger Okertal zum Ostbraunschweigischen Hügelland zählt.

### Lage und Landnutzung
Das in den karstigen Kreidekalkformationen versickerte Wasser tritt im Mascheroder Spring und weiteren Gräben zutage und strebt überwiegend Richtung Stöckheim. Heute sind noch der Siekgraben sowie ein in den Karten nicht benannter Bach, der die Teiche des Schriftsassenhofs durchfließt, oberirdisch sichtbar. Der nördliche gelegene Springbach bildet die Grenze mit Melverode, das mit Stöckheim über die historische Fernverkehrsstraße von Braunschweig über Wolfenbüttel nach Leipzig verbunden ist. Die Zentren Braunschweigs und Wolfenbüttels sind etwa 6 km vom Stöckheimer Markt entfernt.
Die Nachbarorte auf dem linken Okerufer sind Leiferde und Rüningen, zu denen jeweils eine Okerbrücke führt. Die Stöckheimer Flur erstreckt sich vorwiegend nach Osten Richtung Mascherode, wo sich in Fortsetzung des Lechlumer Holz auch der Stöckheimer Forst befindet. In diesem liegt das Naturdenkmal ND-BS30, ein Winterschachtelhalm-Eichen-Hainbuchen-Wald. Der fruchtbare Lößboden wird heutzutage für den Weizen- und Rübenanbau genutzt, die feuchten Wiesen in der Okeraue für die Viehzucht. Ein Großteil der landwirtschaftlichen Fläche ist bereits ab den 1930er Jahren mit Siedlungshäusern und seit den 1960er Jahren auch mit Wohnblöcken bebaut worden, wobei sich die Siedlungen entlang der Nord-Süd-Achse entwickeln. Seit dem Bau der Bundesautobahn 395 (heutige Bundesautobahn 36) Richtung Bad Harzburg in den 1960er Jahren bildet diese die östliche und südöstliche Siedlungsgrenze. Im Süden hat Stöckheim eine gemeinsame Grenze mit Wolfenbüttel.
Naturdenkmale
Im Stöckheimer Forst befindet sich das Naturdenkmal „Winterschachtelhalm-Eichen-Hainbuchen-Wald“ (ND-BS30), das von einem Waldweg aus gut einzusehen ist. Auf dem Grundstück Alter Weg 3 steht eine mächtige Stieleiche seit 2020 unter Schutz (ND-BS71).

## Geschichte

### Vor- und frühgeschichtliche Siedlungsspuren
In der Stöckheimer Flur sind zahlreiche Siedlungsspuren aufgefunden worden, die bis in die Jungsteinzeit vor etwa 5000 Jahren und noch weiter zurück reichen. Ein Fundgebiet ist das okernahe und etwas höher gelegene Gebiet am Quälenberg nördlich des alten Ortskerns auf der Höhe von Rüningen, nach dem eine Straße benannt ist. Weitere Gebiete liegen südlich der Straße nach Leiferde, und zwar am Hang des Schieferbergs und in den Wannen Kleine Wüste Mark unmittelbar vor der Okerbrücke und Wüste Mark am Hang bei der Autobahn. Die Wüste Mark war offensichtlich bis ins 14. Jahrhundert besiedelt. Dort fand man auch Gerätschaften aus der Zeit um Christi Geburt und aus der merowingischen Periode. Eine durchgehende Besiedlung seit der Bronzezeit konnte jedoch nicht nachgewiesen werden. Im Ortskern Stöckheims sind bei der evangelischen Kirche Funde aus der römischen Kaiserzeit und auf dem Privatgrundstück Bornstedts Tonscherben aus dem 5. bis 6. Jahrhundert überliefert.
Neben der bereits genannten rechts der Oker verlaufenden Nord-Süd-Fernstraße liegt Stöckheim auch an einer historischen West-Ost-Verbindung. Nach Leiferde hin verengt sich die Okeraue bei der Wüsten Mark, so dass hier schon früher eine Flussquerung gut möglich war. Dieser Weg, der am Westrand Leiferdes auch Deiweg heißt und auf eine Altstraße hindeutet, verbindet das Kloster Steterburg mit Salzdahlum.

### Ersterwähnung und Name
Die erste urkundliche Erwähnung Stöckheims findet sich in der Königsurkunde Heinrichs II. aus dem Jahr 1007 unter dem Namen Stokkem. Der Ortsname ist in der Region und darüber hinaus vielfach vorhanden (Groß Stöckheim, Flachstöckheim und weitere wüst gewordene Orte). Bornstedt verweist auf die ähnliche Lage dieser Orte an einem hohen Flussufer mit einer Niederwaldnutzung. „Stock“ leitet sich vom althochdeutsch stoc ab, was „Stock, Balken, Baumstumpf“ bedeutet. Für den Stockausschlag kamen an der Oker vermutlich vorzugsweise Erlen und Weiden in Frage. Eine ähnliche Namenserklärung wird im Artikel über Flachstöckheim aus der Literatur angegeben. Eine andere Interpretation leitet den Namen vom englischen Begriff „stock“ für Lagerplatz ab. In den Überlieferungen taucht auch die Namensvariante Capelstockem auf, was Bornstedt auf das Wort Kapelle und dies wiederum auf die seit 1244 erwähnte Kirche bzw. die Besitztümer des Klosters Steterburg zurückführt. Das Ortsnamenbuch für die Stadt Braunschweig weist dies zurück und leitet es von dem mittelniederdeutschen Wort kavele für „zugerichtetes Holz zum Losen“ oder „Weidenrute“ ab. Dort wird auch die lautgeschichtliche Entwicklung zum Umlaut „ö“ als spezifisch ostfälische Sprachvariante dargelegt. Die Ableitung des Ortsnamens vom Begriff für Lagerplatz wird verworfen.
Der Ort hieß über Jahrhunderte Klein Stöckheim in Abgrenzung zum nahegelegenen Groß Stöckheim. Die Namensänderung von „Klein“ Stöckheim auf „Stöckheim“ erfolgte am 9. August 1963 wohl auf Betreiben der damals dort ansässigen Firma Agfa-Gevaert.

### Das Bauerndorf bis zum Dreißigjährigen Krieg

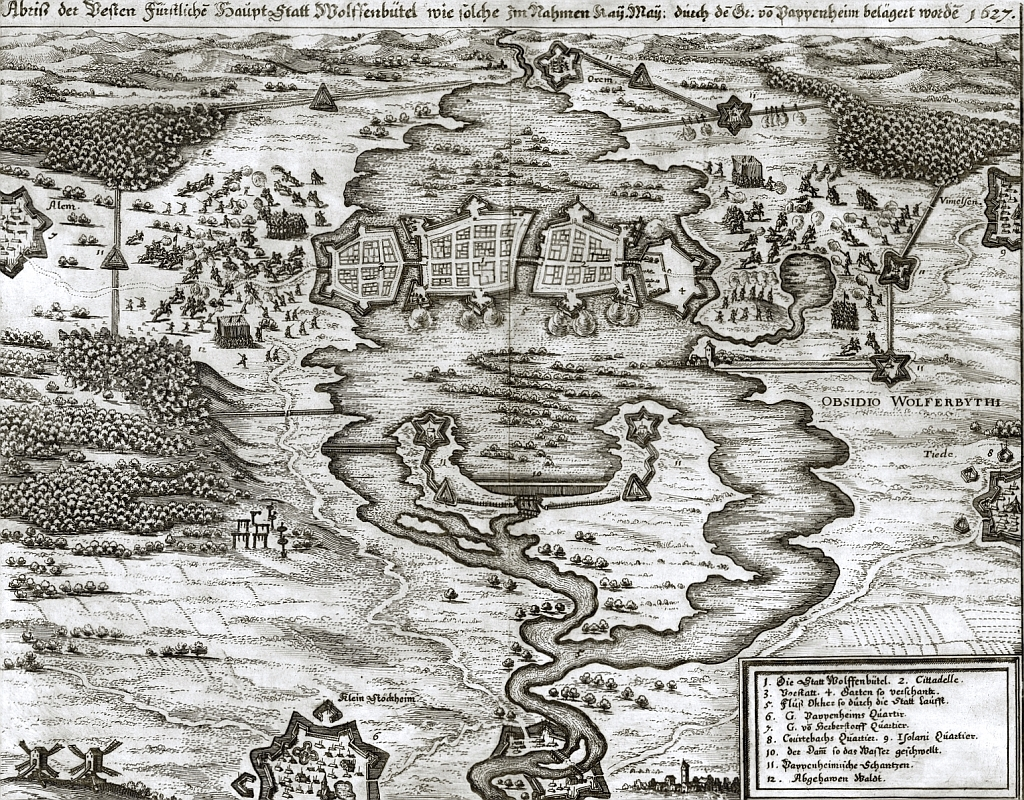
Belagerung Wolfenbüttels im Dreißigjährigen Krieg mit Aufstau der Oker südlich von Stöckheim sowie der Darstellung der Truppenlager. Am unteren Bildrand Stöckheim.

Die Lage Stöckheims an der Heerstraße zwischen der im ausgehenden Mittelalter nach Unabhängigkeit strebenden Stadt Braunschweig einerseits und der herzoglichen Residenzstadt Wolfenbüttel andererseits führte nahezu regelmäßig zu Belagerungen, Brandschatzungen oder der Zwangsversorgung von Söldnern. Bereits Heinrich der Löwe führte seine Truppen gegen die damals noch von Gunzelin von Wolfenbüttel regierte Nachbarstadt ins Feld. 1432 waren es die Nachkommen Heinrichs, die Brüder Wilhelm der Siegreiche und Heinrich der Friedfertige, die sich wegen des Erbes bekriegten. Die auf Heinrichs Seite streitenden Braunschweiger brannten Stöckheim nieder. 1531 fochten die Lutheraner des Schmalkaldischen Bundes auf Braunschweigs Seite gegen das katholische Wolfenbüttel, wovon Stöckheim nicht verschont blieb. Im Dreißigjährigen Krieg ist die Belagerung Wolfenbüttels 1627 mit dem Bau eines Okerstaudamms, des Schwedendamms überliefert, bei der die 12.000 Mann zählenden Pappenheimschen Truppen Stöckheim als Hauptquartier wählten. 1641 war die Verwüstung Stöckheims und Melverodes so nachhaltig, dass der damalige Pastor mit den Dorfkindern in Braunschweig Schutz suchte.

### Der Alte Weg und die Barockstraße

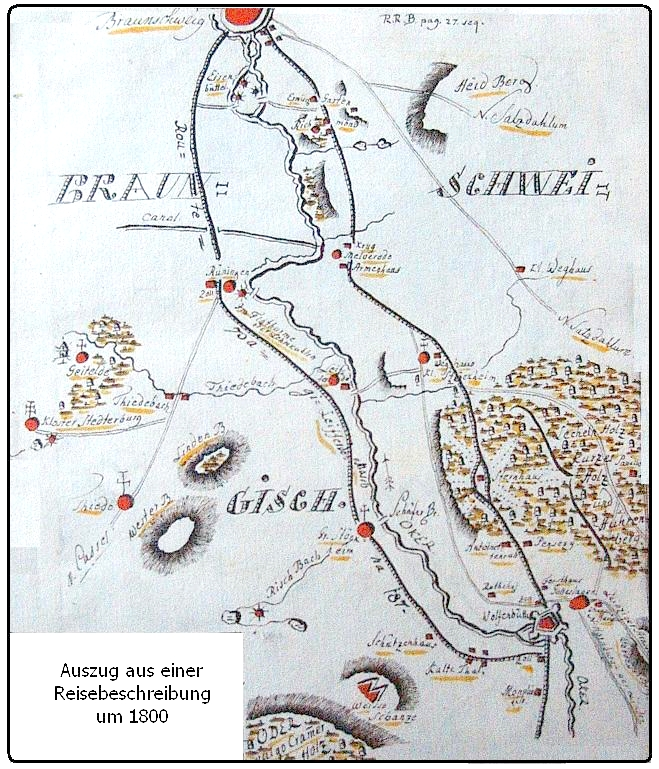
Landkartenskizze um 1800 mit der Barockstraße

Nach dem Dreißigjährigen Krieg eroberte Herzog Rudolf August von Braunschweig-Wolfenbüttel 1671 die Stadt Braunschweig. Er verlegte anschließend seine Residenz von Wolfenbüttel nach Braunschweig und ließ um 1680 eine völlig neue Prachtstraße als Verbindungsweg zwischen beiden Residenzen anlegen, den so genannten Herrschaftlichen Weg, der im Weiteren zur Barockstraße ausgebaut wurde.

#### Alter Weg
Die frühere Heerstraße knickte von Melverode kommend auf Höhe des heutigen Hopfenkamps zum Rüninger Weg ab und überquerte den früher dort fließenden Hohe-Wiese-Bach. Dieser Abschnitt ist noch heute an der auffällig diagonal verlaufenden Südgrenze des Alten Friedhofs erkennbar, der westlich der alten Straße lag. Diese führte weiter zum Alten Weg durch den historischen Ortskern und das Baugebiet Stöckheim-Süd Richtung Feldmark und ist dort als Wirtschaftsweg erhalten. Südlich der heute den Weg unterbrechenden Autobahn ging es vorbei am Hohen Gericht entlang dem Lechlumer Holz Richtung Wolfenbüttel. Auch dort heißt die Straße Alter Weg in Abgrenzung zum Neuen Weg. Der Weg, der 1752 noch als „Damm und Heerstraße nach Wolfenbüttel“ kartiert wurde, verlor nach Freigabe des Herschaftlichen Wegs für den überregionalen Verkehr an Bedeutung und hieß in Stöckheim bis zur Eingemeindung Dorfstraße.

#### Großes Weghaus

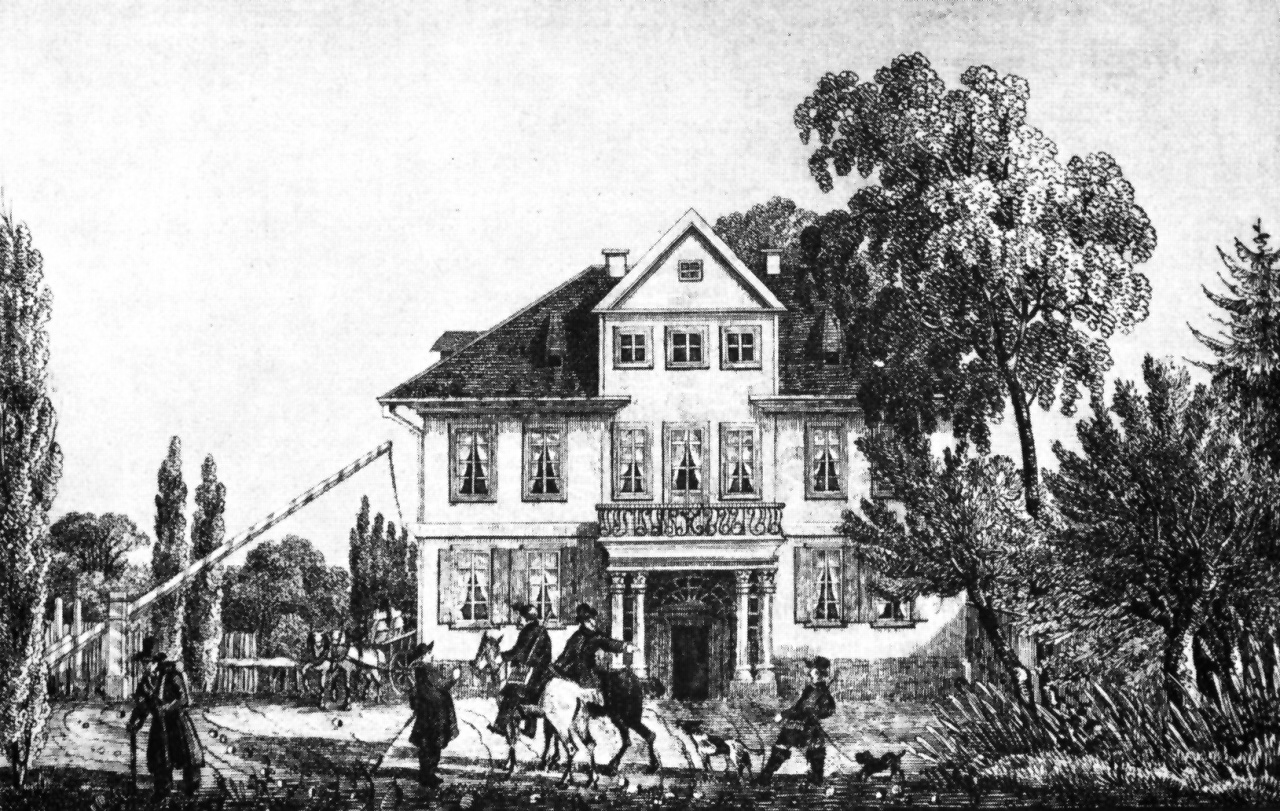
Das Große Weghaus als Zollhaus mit Schlagbaum in der Straße 1840.

Herzog Rudolf ließ parallel zur alten Heerstraße einen schnurgeraden Weg quer durch das Lechlumer Holz anlegen, der beidseitig mit Schlagbäumen versperrt und nur der herzoglichen Familie vorbehalten war. In Stöckheim endete der Weg an dem 1691 als Zoll- und Gasthaus konzipierten Großen Weghaus, in das die herrschaftlichen Gäste mitsamt der Kutsche einfahren konnten. Östlich davon lag ein barocker Garten, worauf der heutige Straßenname Am Weghausgarten hinweist. Auf der Nordseite des Weghauses wurde die Straße im heutigen Verlauf der Leipziger Straße geradlinig fortgesetzt und an die alte Heerstraße angeschlossen. Kurz hinter dem Weghaus führte diagonal ein Verbindungsweg zur Gemeindebäckerei und weiter über das Hirtenhaus am Hohen Weg Richtung Friedhof und stieß gegenüber der heutigen Grundschule beim Ütschenpfuhl auf den Rüninger Weg. Heute ist noch der erste Abschnitt als Gasse mit dem Namen Bäckerstieg vorhanden. Das Weghaus beherbergte viele Jahre später Gotthold Ephraim Lessing bei seinen Aufenthalten zwischen Wolfenbüttel und Braunschweig sowie später Wilhelm Raabe mit seinen Kleidersellern. Es wird heute als Wohn- und Gewerbehaus, Künstleratelier und Gaststätte genutzt.

#### Sternhaus

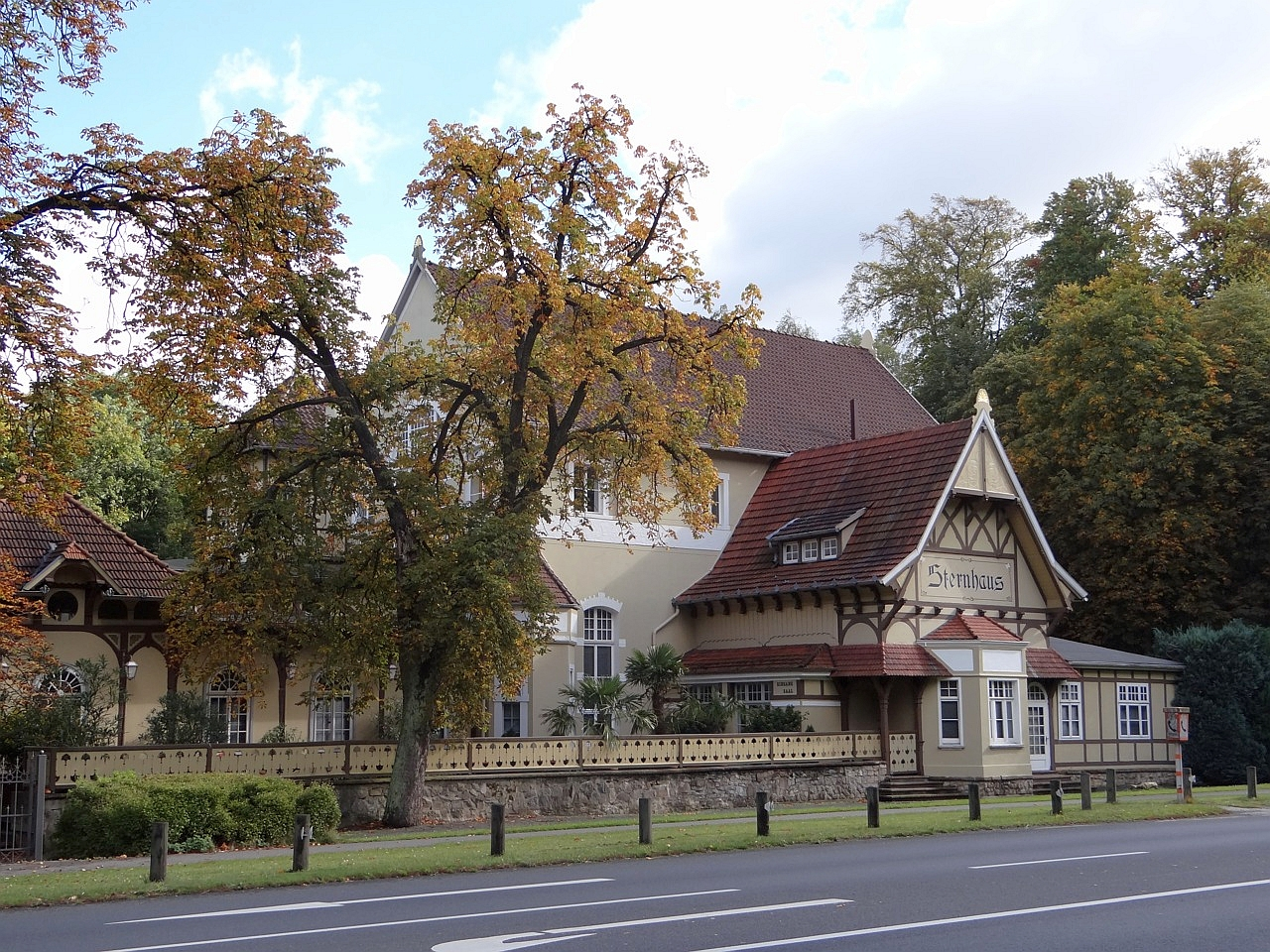
Das Sternhaus liegt im Lechlumer Holz und war früher eine Gastwirtschaft.

Auf Wolfenbütteler Terrain wurde im Zuge des neuen Weges das 1687 zuerst erwähnte Sternhaus als Fürstliches Lusthaus mitten im Wald errichtet. Seinen Namen verdankt es den achtstrahlig angelegten Wegen. Das Haus wurde als Gaststätte genutzt und von der damaligen Gesellschaft geschätzt. Es bestand bis 1840 als achteckiges Fachwerkhaus mit Bierkeller und vier Eingängen. Das heute noch vorhandene Sternhaus wurde erst nach der 1897 eröffneten Straßenbahnlinie Richtung Wolfenbüttel gebaut und ebenfalls über viele Jahrzehnte genutzt. Die Linie wurde 1954 eingestellt und durch einen Busverkehr ersetzt. Das Haus steht heute noch für private Feiern zur Verfügung.

#### Antoinettenruh
Zwar auch zu Wolfenbüttel gehörig, aber für das Gesamtensemble bedeutsam ist das 1733 für die Braunschweiger Herzogstochter und spätere Herzogin Antoinette Amalie am Südrand des Lechlumer Holz errichtete Schloss Antoinettenruh, das allerdings nur bis 1832 bestand. Es war nach Süden zur Stadt Wolfenbüttel ausgerichtet und markierte damit den Beginn des Herrschaftlichen Weges am Wald.

#### Schriftsassenhof

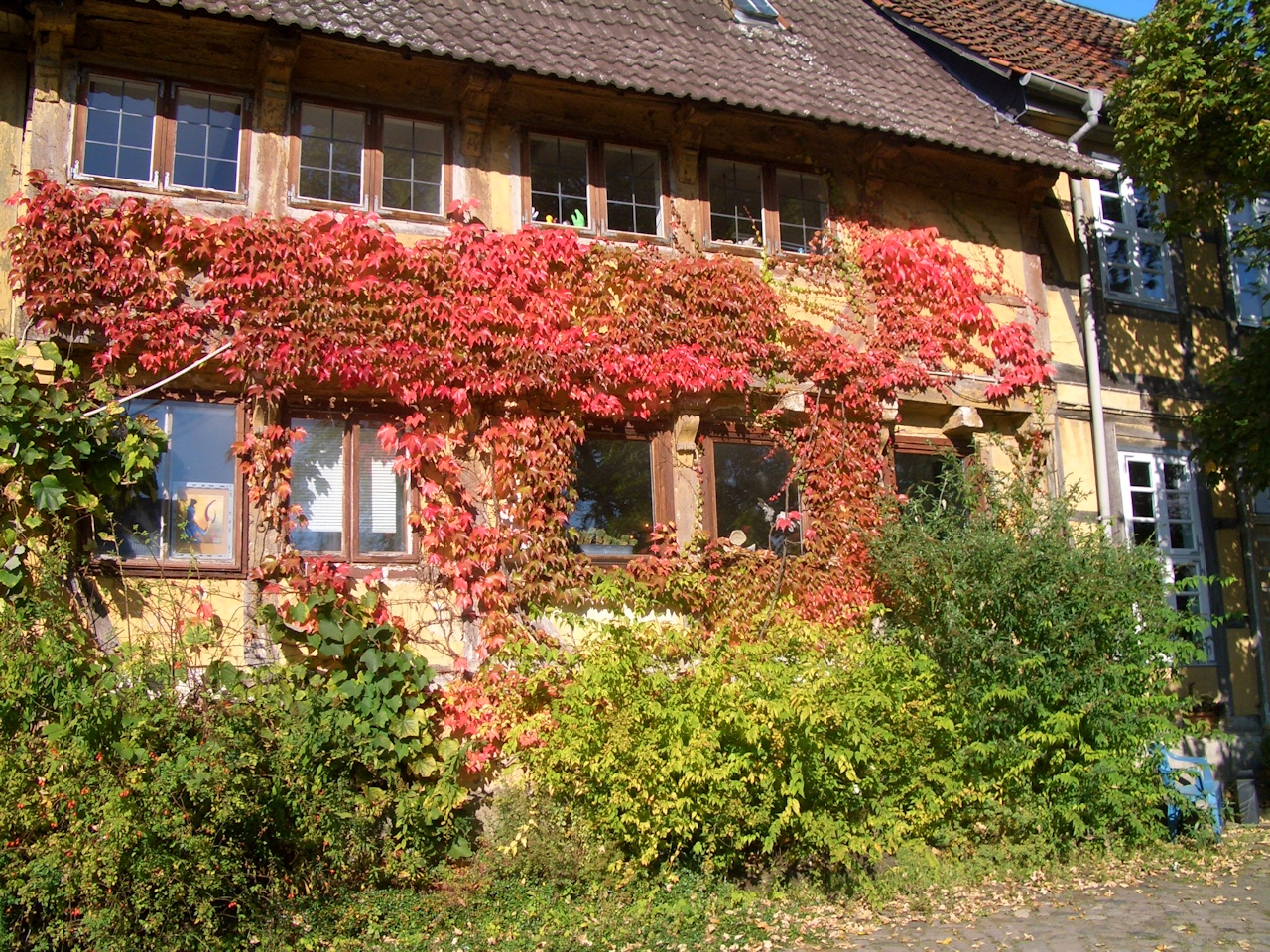
Das älteste Haus von 1651 in dem Bauensemble des Schriftsassenhofs (2005, inzwischen renoviert).

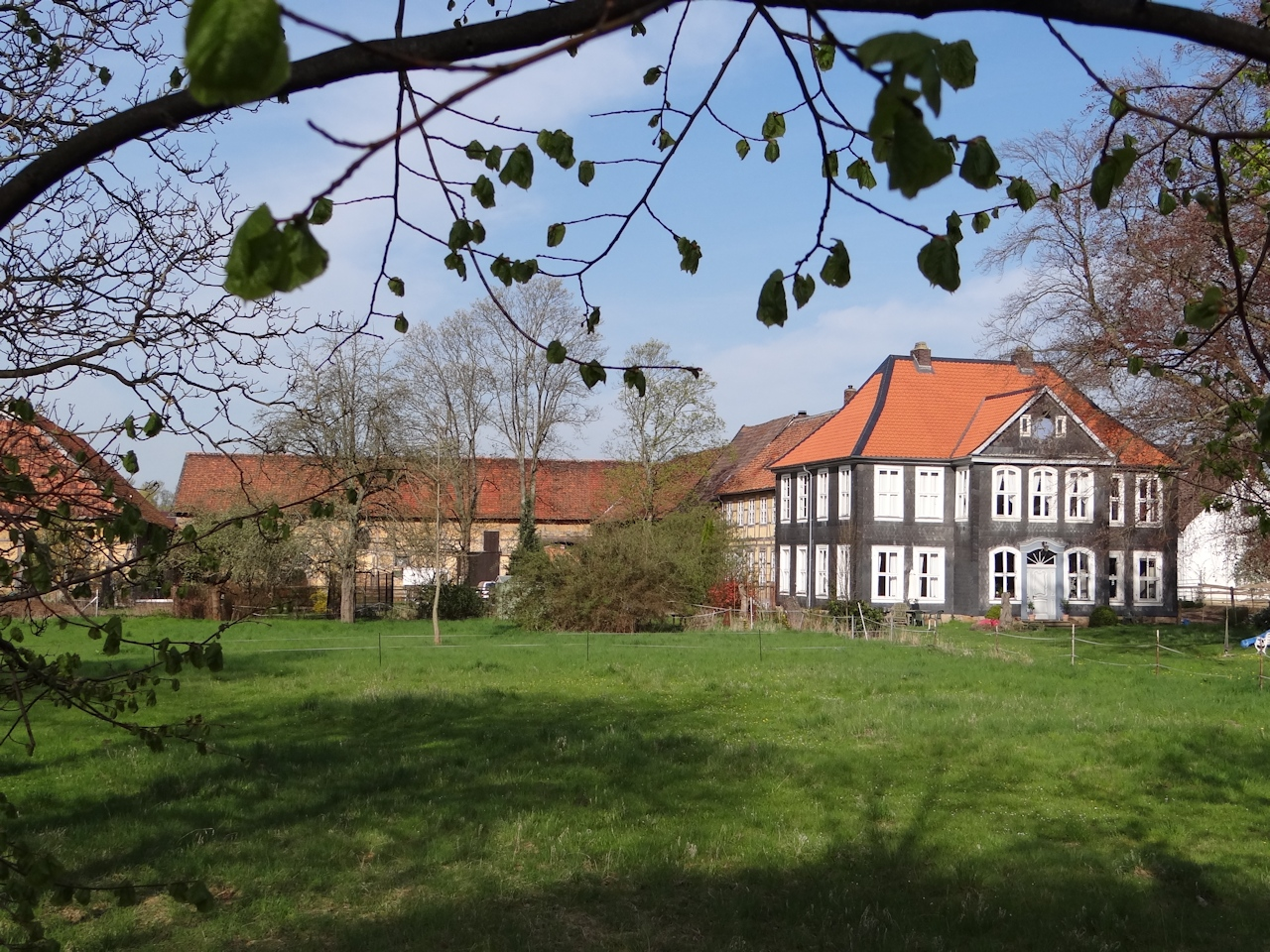
Herrenhaus des Schriftsassenhofs 2013, Ansicht von der Leipziger Straße aus.

Als Abschluss des gesamten Ensembles „Barockstraße“ erfolgte ab 1752 der Ausbau des Schriftsassenhofs in unmittelbarer Nachbarschaft des Weghauses. Die Schriftsässigkeit ist bereits für das Jahr 1700 für einen Cammer-Rath Müller beurkundet. Für 1752 ist der Eigentumsübergang des Hofes mitsamt Rechten an den Bankier Friedrich Ludwig Metzner bezeugt, dessen Witwe 1763 den Herzoglichen Commissionsrath Lutterloh heiratete. Dieser war Direktor des Vorläufers der Braunschweigischen Staatsbank. Ob er oder bereits der Vorbesitzer den Ausbau des Hofes initiierten, ist nicht sicher überliefert.
Auf dem Grundstück, als dessen früherer Besitzer 1566 ein Schweinebeschneider genannt wird, existierte bereits ein Fachwerkhaus von 1651, dessen 350-jähriges Bestehen 2001 am Tag des offenen Denkmals gefeiert wurde. Die Balkeninschrift weist das Baujahr und den Besitzer Johan Iserlok aus. Das Haus ist somit vermutlich das älteste erhaltene Haus Stöckheims und wurde vollständig in das barocke Ensemble integriert. Das Haus ist zweigeschossig und kragt mit dem Obergeschoss auf fein ausgestalteten Knaggen über das Erdgeschoss. Das Dach ist auffällig spitzwinklig und überragt die unmittelbar angrenzenden Nachbargebäude, zu denen keine direkten Durchgänge in den Wohnbereichen bestehen. Eine Besonderheit ist die vollständige Unterkellerung in dem okernahen Gebiet. Es wurde viele Jahre als Lagerhaus und seit den 1970er Jahren wieder als Wohnhaus genutzt und mehrfach renoviert. Es steht wie der gesamte Schriftsassenhof unter Denkmalschutz.
Unmittelbar nach Westen schließt sich ein zweigeschossiges Wohngebäude an, das in das gestalterisch auffällige Herrenhaus übergeht. Der Fassadenstil insbesondere der zur Leipziger Straße gerichteten Eingangsseite des Herrenhauses entspricht der Ausprägung des Norddeutschen Barocks. Die Innenausstattung wird bereits dem Rokoko zurechnet. Im Erdgeschoss wird der Besucher in einer Eingangshalle empfangen, von der die geräumigen und mit Kaminen ausgestatteten Zimmer abgehen und eine großzügige zweifach geschwungene Barocktreppe zum Obergeschoss führt. Dort ist neben den Wohnräumen das zentral gelegene repräsentative Herrenzimmer zu erwähnen, das wohl auch Aufenthaltsort herrschaftlicher Gäste war.
Bis zur Hauptstraße erstreckt sich ein großer Garten, dessen frühere Zufahrt von einem Portal mit einem zweiflügligen Gittertor abgeschlossen wird. Im Übrigen ist das Grundstück zur Leipziger Straße mit einer halbhohen Mauer abgetrennt. Zum Alten Weg hin sind in der Art des für Stöckheim typischen Dreiseitenhofs die Wirtschaftsgebäude angeordnet, wovon der längs zur Straße liegende frühere Stall eine große Hofeinfahrt aufweist. Das Gelände ist in Privatbesitz, die landwirtschaftlichen Gebäude werden als Lagerräume und Pferdeställe genutzt.

#### Barockgarten und Rokoko-Pavillon

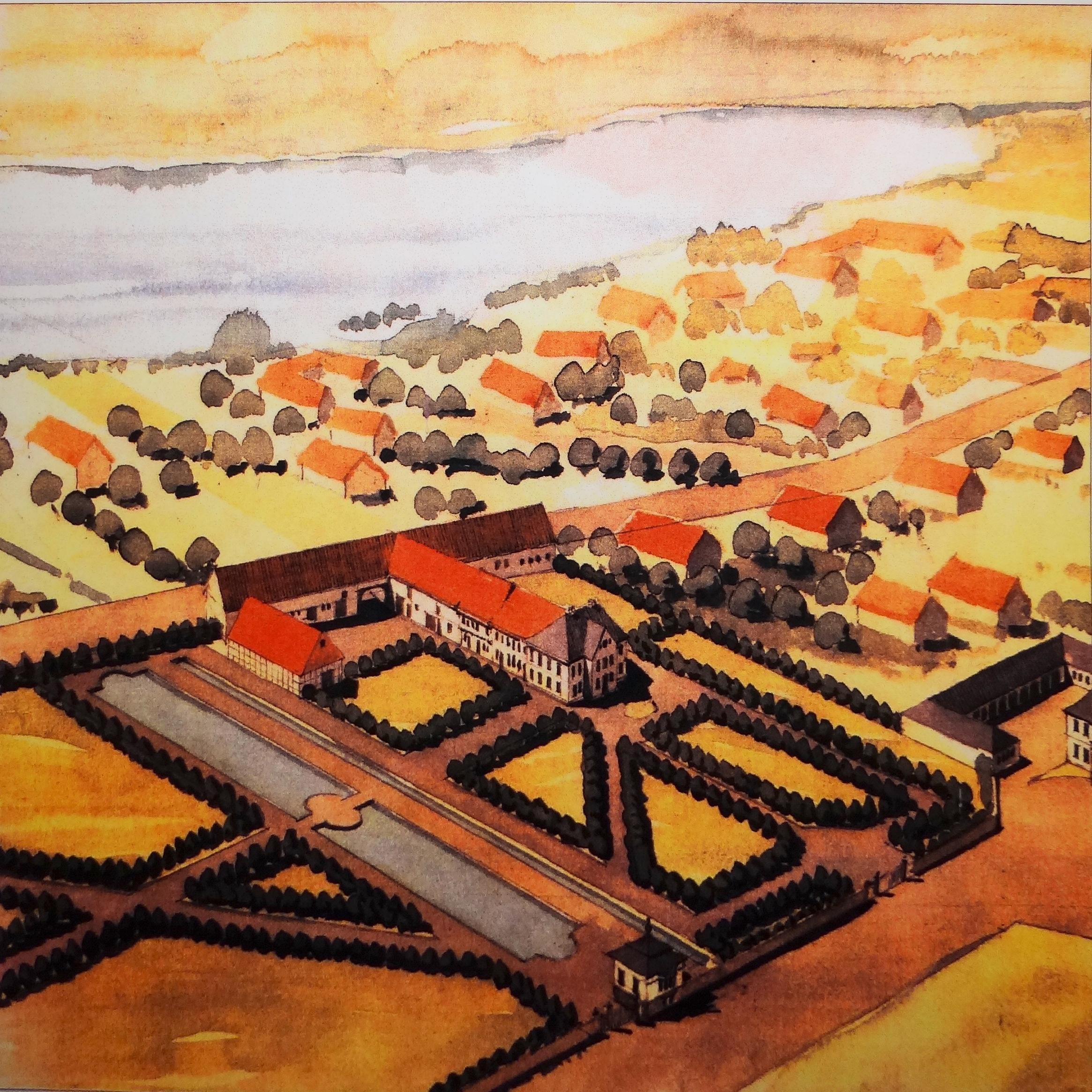
Darstellung des historischen Schriftsassenhofs und des angrenzenden Barockgartens (Informationstafel der Denkmalpflege der Stadt Braunschweig 2001 im Rokokopavillon).

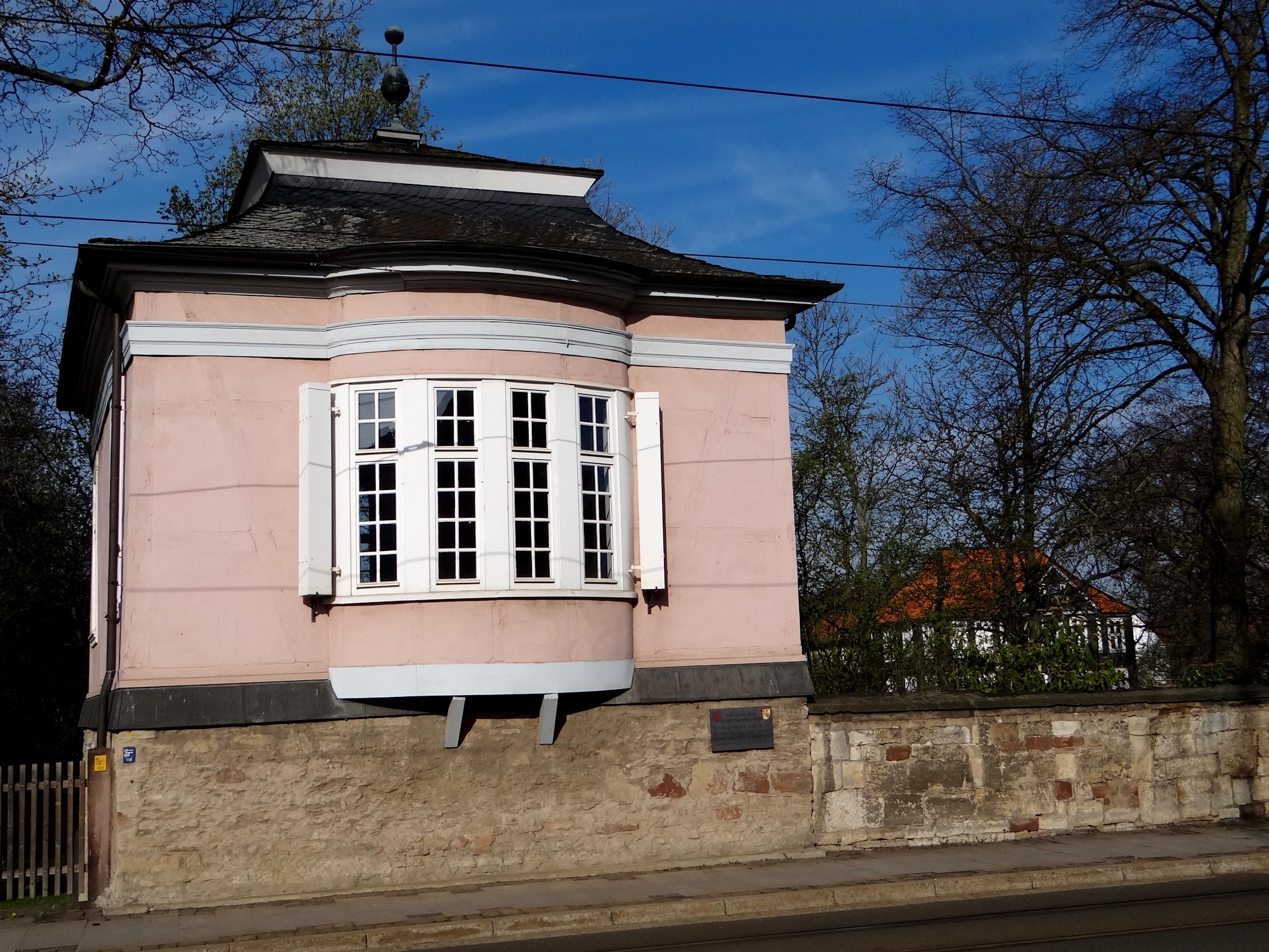
Straßenansicht des Pavillons.

Zum Schriftsassenhof gehörte ein nach Süden bis zur heutigen Leiferdestraße reichendes Gelände, das als großer Barockgarten mit zwei hintereinanderliegenden Teichen gestaltet wurde. Diese sind noch auf dem Gelände des Hofes vorhanden. Sie werden von einem Bach aus dem Gebiet östlich der Siedlungen gespeist, der unmittelbar am Pavillon die Leipziger Straße quert. Der Abfluss erfolgt durch ein Rohr zur Oker. Die Teiche wurden noch im 20. Jahrhundert für die Aufzucht von Karpfen und Aalen genutzt. Der übrige frühere Gartenbereich südlich des Verbindungsweges zwischen Leipziger Straße und Altem Weg ist heute bebaut.
Im Zuge des üppig mit Brücken und Statuen ausgestatteten Gartens wurde auch der Rokoko-Pavillon errichtet und unmittelbar in die Abschlussmauer zur Barockstraße integriert. Er liegt in direkter Flucht der Teiche und wird von der Gartenseite ebenerdig erschlossen. Er ist zweigeschossig, ein Erker im Obergeschoss wölbt sich zur Straße hin deutlich über den heute dort verlaufenden Fußweg. Die Gestaltung weist mehrere Besonderheiten auf: Der Grundriss ist ein schiefwinkliges Rechteck, wobei sich der Eingangsflur trapezförmig zum Raum hin öffnet und damit trotz der Wand zum Treppenraum räumliche Weite vorgibt. Die Treppe zum Obergeschoss endet in einer Holzkonstruktion, die im Raum als Schrank zwischen zwei Fenstern wahrgenommen wird. Im Übrigen besticht das Obergeschoss durch üppige Stuckarbeiten und einen reichlich verzierten Kamin. Als Architekt auch des Herrenhauses wird Martin Peltier de Belfort angenommen, der damals am Hofe Karls I. tätig war. Die Stuckarbeiten werden Giuseppe Buzzi zugeschrieben.
Der Pavillon wurde nach dem Krieg als Notquartier genutzt und viele Jahre vernachlässigt. 1989 pachtete ihn die Stadt Braunschweig und ließ ihn durch die Denkmalpflege komplett restaurieren. Im Erdgeschoss wurden eine Teeküche und ein Hauswirtschaftsraum mit Toiletten eingerichtet, die Stuckarbeiten im Obergeschoss wurden vollständig wieder hergestellt und das Geschoss als ein Veranstaltungsraum hergerichtet. Die Fassade wurde im oberen Bereich neu verputzt und gemäß denkmalpflegerischen Vorgaben farblich gestaltet. Seitdem steht der Pavillon der Öffentlichkeit zur Verfügung und wird regelmäßig für kulturelle Veranstaltungen und Ausstellungen genutzt.

### Okerschifffahrt und Okerausbau

#### Okerausbau 1747
Für den Oberlauf der Oker ist seit dem 15. Jahrhundert die Flößerei aus dem Harz und der Lastverkehr mit Booten überliefert, so der Steintransport vom Öselberg bis nach Braunschweig.
Im 18. Jahrhundert betrieb Herzog Karl I. die Schiffbarmachung der Oker und ließ 1747 das Flussufer zwischen Wolfenbüttel und Braunschweig für notwendige Treidelwege räumen. Entgegen seiner früheren Vorgehensweise wurden die Bauern für die gefällten Weidenbäume und die aufgegebenen Flachsrotten entschädigt. Vor den südlichen Stadttoren Braunschweigs im Bruchgebiet wurde eine Anlegestelle errichtet. In Stöckheim entstand ein Hafen, in dem die Besatzungen der Schiffe ausgewechselt wurden, der Straßenname Am Schiffhorn weist noch darauf hin. Für 1753 sind 489 Fahrten dokumentiert, die überwiegend Bier, Brot und Baustoffe beförderten. Insbesondere bei dem Bier wurde nachweislich von Schiffsbesatzungen „genascht“, was aus Gerichtsakten hervorgeht. Die Schifffahrt war völlig unwirtschaftlich und wurde schon 1770 wieder eingestellt.

#### Okerregulierung 1963

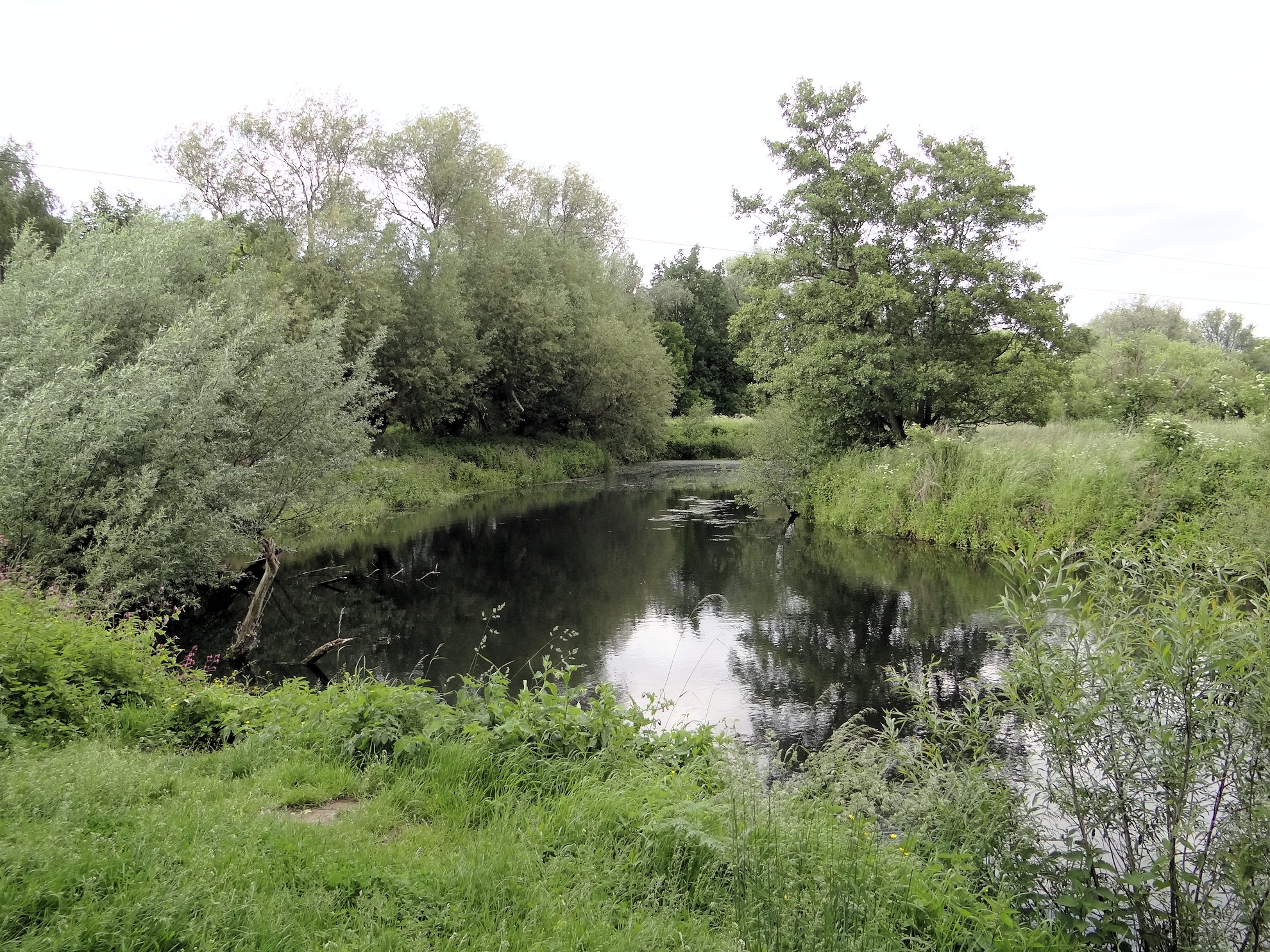
Toter Okerarm am Schiffhorn, der im Bild rechts liegende Einschluss mit der Oker wird auch „Insel“ genannt.

Nach diesen erheblichen Eingriffen in die natürliche Flussumgebung folgte fast 200 Jahre später ab 1963 die so genannte Okerregulierung. In dem Zuge wurden drei Mäander der Oker durchstochen und der Flusslauf begradigt. Am Schiffhorn entstand die Insel mit einem noch einseitig an die Oker angeschlossenen Seitenarm. Dieser wurde 2014 ausgebaggert und später im Zuge der Erschließung des Siedlungsbereichs Stöckheim-Süd an die gesamte Oberflächenentwässerung des Wohngebiets angeschlossen und wird seitdem durch ein neues Einlaufbauwerk beschickt.
Nördlich der Kirche bestand früher eine Kläranlage unmittelbar an der Oker. Am Bruchweg wurde die Oker durchstochen und das Gelände aufgeschüttet. Heute befinden sich hier der AWO-Kindergarten, die Festwiese und die als Rodelberg dienenden Reste der Kläranlage. Ein weiterer Seitenarm ist zum Rüninger Wehr hin noch einseitig mit der Oker verbunden. Das insgesamt durch die Okerbegradigung schneller abfließende Wasser wird seither an dem 1965 fertiggestellten Rüninger Wehr eingestaut, das das alte Wehr der Mühle Rüningen ersetzte. Wehre beeinträchtigen die ökologische Durchlässigkeit des Flusses, weil sie die Wanderung von Organismen und Tieren behindern. Das Rüninger Wehr wurde in den 1990er Jahren mit einer Borsten-Fischtreppe ausgestattet, um die Wanderung von Lachsen und anderen Fischen zu ermöglichen. Die Bruchwiesen zwischen Kirche und Rüninger Mühle sind regelmäßig bei Hochwasser überschwemmt.

### Politische Verhältnisse zwischen 1930 und 1945
Im Freistaat Braunschweig regierte seit den Landtagswahlen 1930 eine bürgerliche Regierung unter nationalsozialistischer Führung, während die Stadt Braunschweig und einige ländliche Gemeinden noch mehrheitlich die SPD und auch die KPD wählten. In (damals noch) Klein Stöckheim standen bei den Landtagswahlen 292 SPD- und 33 KPD-Wähler 112 Bürgerliche und 62 NSDAP-Wählern gegenüber – also eine deutliche Linksmehrheit. Ähnlich sah das auch in den Nachbardörfern Rüningen und Leiferde aus. Die Folgejahre waren in Braunschweig geprägt von der massiven Verfolgung und Unterdrückung der linken Kräfte bis hin zum blutigen Terror. Dennoch ergab das Ergebnis der Landtagswahlen am 5. März 1933 trotz der reichsweiten Machtübernahme durch die Nationalsozialisten wieder eine klare Mehrheit für Sozialdemokraten und Kommunisten (272 SPD, 51 KPD, 22 DNVP und 162 NSDAP). Dietrich Kuessner beschreibt diesen Tag als „Glanztag in der Geschichte der Stöckheimer Linken“. Auch diesmal waren die Ergebnisse in den beiden Nachbargemeinden ähnlich.
Die Nazis gründeten erst in den folgenden Monaten eine eigene Ortsgruppe. Um auch die politischen Gremien in ihre Gewalt zu bekommen, griff die Landesregierung zu einem Trick: Sie erklärte die Ergebnisse der ebenfalls für die Linken günstigen Gemeinde- und Kreistagswahlen für ungültig und legte fest, dass diese Gremien abweichend vom Wahlausgang gemäß der Landtagszusammensetzung aufzuteilen wären. Entsprechend wurde als Bürgermeister vom NSDAP-Kreisleiter Dröge der Ortsgruppenleiter Michael Naujok eingesetzt.
Parallel dazu war seit 1929 das Pfarramt der Gemeinde mit Pastor Willi Kramer besetzt, der sich schon frühzeitig als Sympathisant der Nationalsozialisten zeigte und dies 1932 auch öffentlich bekundete. Tatsächlich verzeichnete die Braunschweiger Landeskirche ab 1933 eine Umkehr von Kirchenaustritten zu einem signifikanten Zuwachs an Kirchenmitgliedern. Offensichtlich war die Kirche bei den Nazis wieder „in“, trotzdem gab es auf Ortsebene immer wieder Auseinandersetzungen zwischen dem linientreuen, atheistischen Ortsgruppenleiter und dem ebenfalls nationalsozialistischen Pastor, der anlässlich der Wehrmachtssiege zuweilen tagelang die Glocken läuten ließ. Er war bis 1959 im Amt.
Daneben war Klein Stöckheim unmittelbar vom Kriegsgeschehen betroffen: Im Großen Weghaus wurden über 100 Kriegsgefangene und Zwangsarbeiter, die überwiegend aus Polen stammten, einquartiert. Fast täglich gab es ab 1940 Fliegeralarm und auch Bombardierungen. Am 31. März 1945 wurde die Dorfkirche so stark zerstört, dass sie erst zehn Jahre später wieder neu geweiht werden konnte. Zum Kriegsende wurden letzte Kräfte vor dem Einmarsch der Amerikaner mobilisiert und die Okerbrücke nach Rüningen gesprengt, wobei die Gebäude der Mühle Rüningen teilweise zerstört wurden.

### Entwicklung zur urbanen Stadtsiedlung

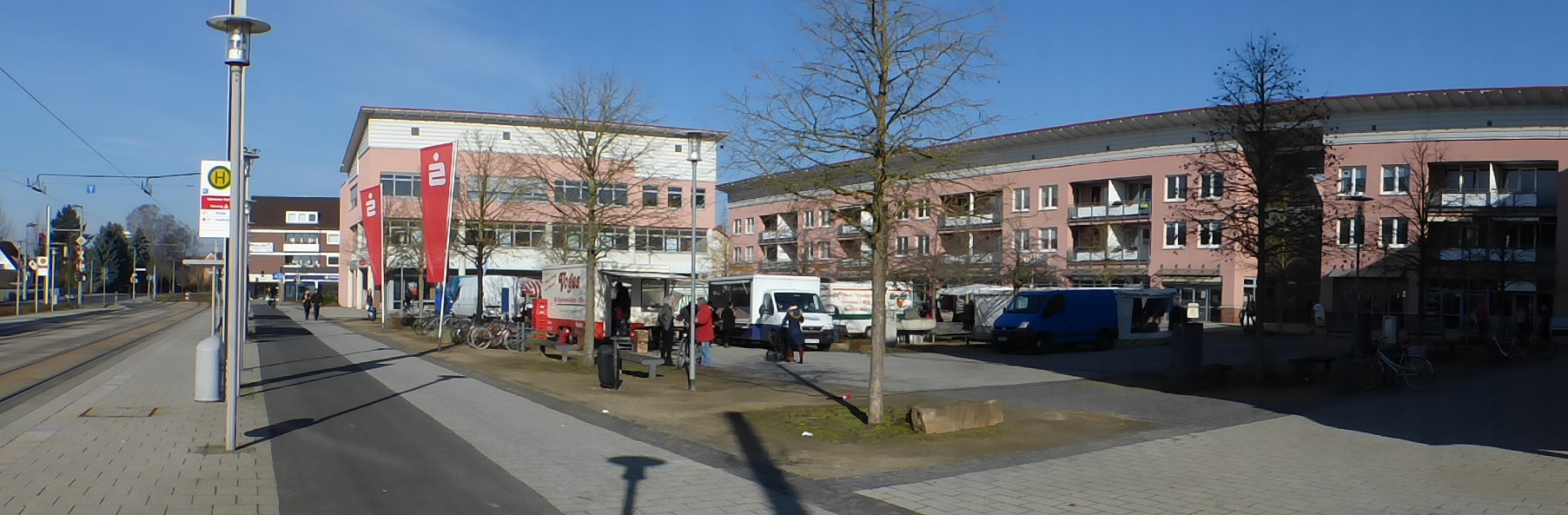
Der Stöckheimer Markt ist das urbane Zentrum des Stadtteils – links die Stadtbahn-Haltestelle.

Die Einwohnerzahl Stöckheims betrug 1905 unter 600. Das Dorf dehnte sich damals lediglich zwischen Leiferdeweg und Altem Friedhof aus. 1939 stieg mit den ersten Siedlungen rund um die Siedlerstraße die Einwohnerzahl auf fast 1.100 an und überschritt durch die starken Zuzüge nach dem Zweiten Weltkrieg in den 1950er Jahren die Marke von 2.000 und in den 1960er Jahren die Marke von 4.000 Bewohnern. Der Stand 2014: über 6.000 Einwohner. Innerhalb von hundert Jahren verzehnfachte sich die Bevölkerungszahl. Stöckheim wurde in den Jahrzehnten relativ systematisch um einzelne Nachbarschaften erweitert, wobei in den 1960er Jahren am Brauerskamp und Quälenberg sowie in den 1990er Jahren im Gebiet Else-Hoppe-Straße auch massive Wohnblöcke entstanden. Die übrige Siedlungsstruktur wird eher durch Reihenhäuser und freistehende Einfamilienhäuser bestimmt. Die Attraktivität Stöckheims als Wohnort resultiert aus seiner naturnahen Lage zwischen den Stadtzentren Braunschweigs und Wolfenbüttels sowie der sehr guten Verkehrsanbindung durch den ÖPNV und die Autobahn. Mit dem Bevölkerungsanstieg entwickelte sich auch die Infrastruktur der Kindererziehung, des Einzelhandels und des Verkehrs sowie der Friedhöfe. Mit der Ausgestaltung des Stöckheimer Markts und der 2006 erfolgten Stadtbahnanbindung erhielt diese Entwicklung auch eine städtebauliche Ausprägung und der Ort ein neues Zentrum. Im Gebiet der Endhaltestelle Salzdahlumer Weg entstand in den 2020er Jahren das ausgedehnte Baugebiet „Stöckheim-Süd“ mit über 300 Wohneinheiten in unterschiedlicher Bauform (Einfamilienhäuser, Mehrfamilienhäuser) und einer Kita.
Als größere Wirtschaftsbetriebe traten früher die Maschinenfabrik Bothner mit 95 Beschäftigten (heute Siedlung Am Apfelgarten) und die Kleiderfabrik Matthiesen mit 160 Beschäftigten (heute Textileinzelhandel am Mascheroder Weg) in Erscheinung und sind heute nicht mehr vorhanden. Die Ansiedlung der Fa. Gevaert von 1962 ist nennenswert, weil ihre Gebäude später an die Volkswagenstiftung übergeben wurden. Die unterstützte die Einrichtung der Gesellschaft für Molekularbiologische Forschung mbH, eine Vorläuferin des heutigen Helmholtz-Zentrums für Infektionsforschung.

## Kultur und Sehenswürdigkeiten
Neben den bereits genannten Bauten der historischen Barockstraße gibt es weitere Sehenswürdigkeiten.

### Kirchen

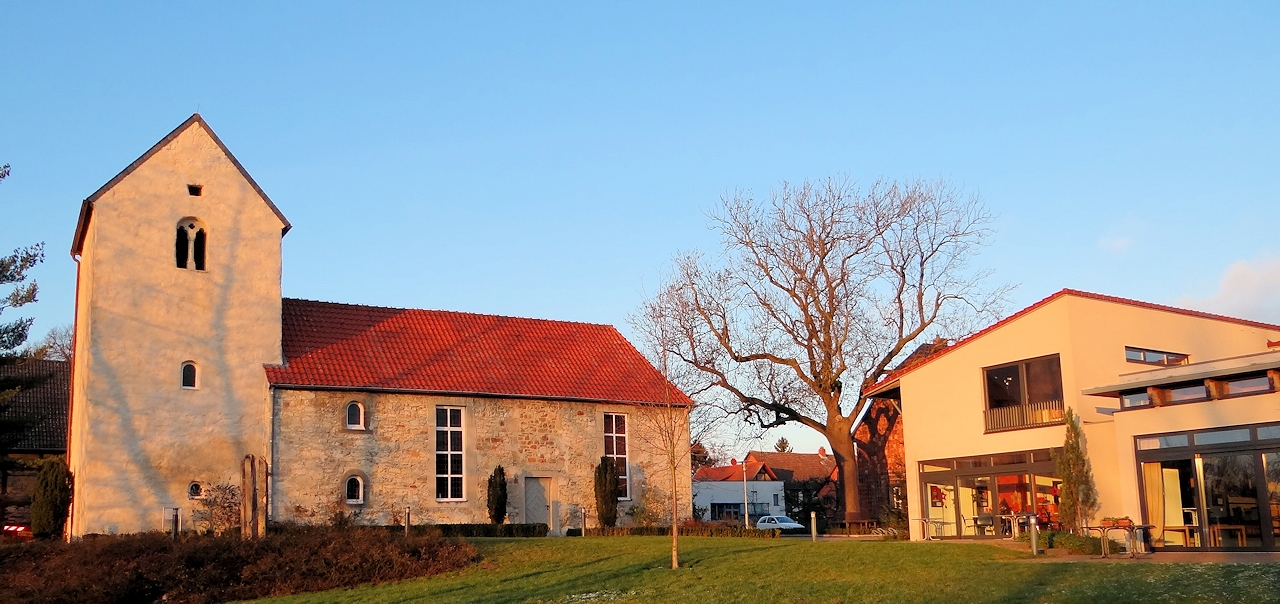
Evangelische Kirche und Gemeindehaus an der Oker

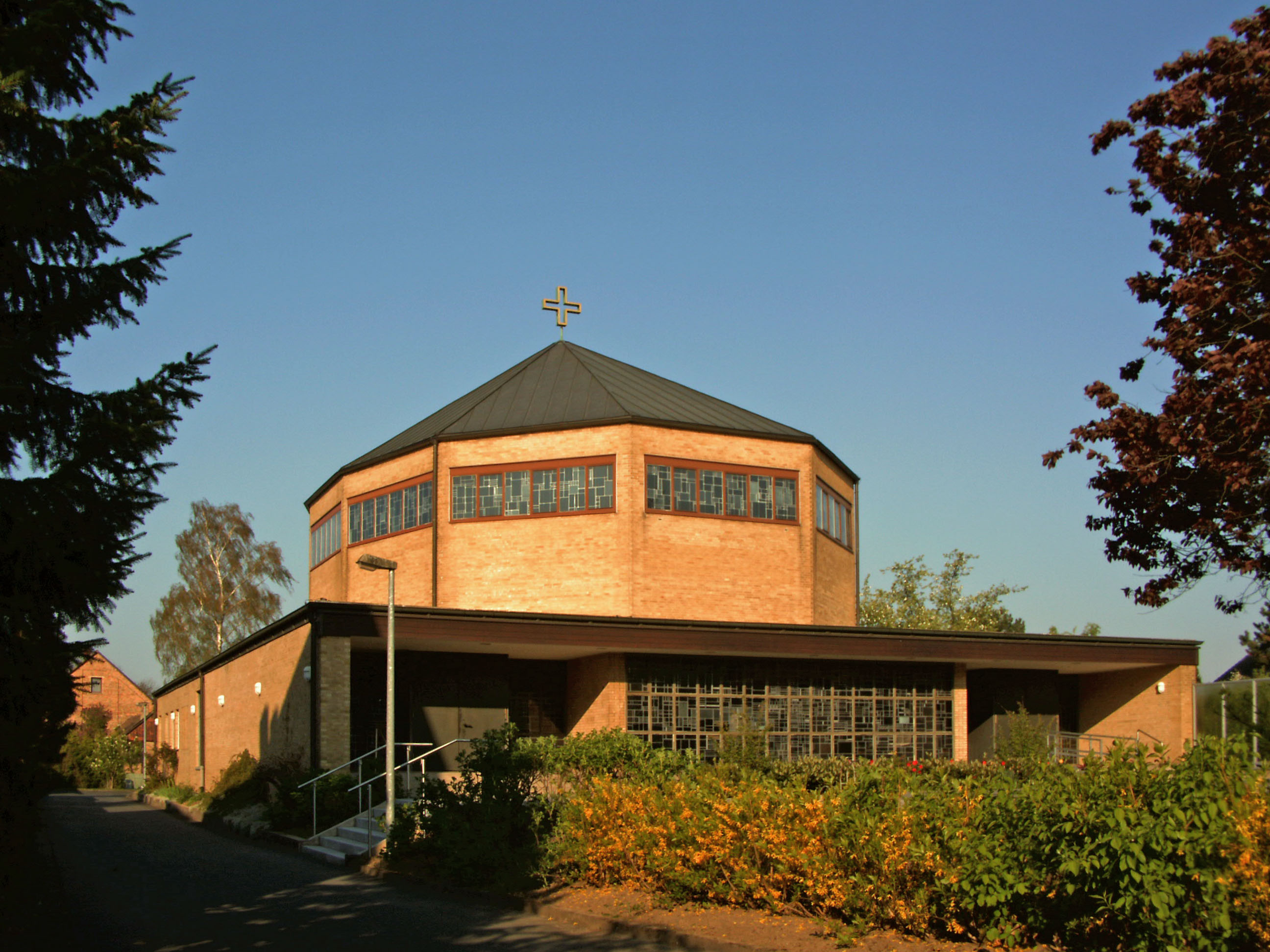
Katholische Kirche an der Leipziger Straße

Die evangelisch-lutherische Kirche Zum Heiligen Leiden Christi zu Braunschweig befindet sich nahe der Oker und wurde 1244 das erste Mal urkundlich erwähnt. Nach der Kriegszerstörung im März 1945 wurde das Kirchengebäude wieder aufgerichtet und 1955 neu geweiht. Der Kirchenbau zeichnet sich durch romanische Fenstergruppen aus. Die Gemeinde gehört zum Pfarrverband Braunschweiger Süden (seit Juni 2014) der Propstei Braunschweig und betreibt einen Kindergarten mit Krippe, das modern und licht gestaltete Gemeindehaus am Kirchenbrink steht für kulturelle Aktivitäten offen. Pastorin des Seelsorgebezirks ist zurzeit Pfarrerin Wiltrut Becker.
Die römisch-katholische Kirche Heilige Dreifaltigkeit von 1966 befindet sich an der Leipziger Straße. Durch Zuzug von Flüchtlingen und Heimatvertriebenen infolge des Zweiten Weltkriegs bildete sich eine katholische Kirchengemeinde. 2006 kam die Kirche zur Pfarrgemeinde St. Bernward in Braunschweig-Heidberg, seit 2013 wird sie von einer syrisch-orthodoxen Gemeinde genutzt.

### Höfe und Baudenkmale
Es gibt in Stöckheim nur noch einen Vollerwerbshof, der die Wiesen und Ackerfluren bewirtschaftet und außerdem für seine Ponyzucht überregional bekannt ist. Im alten Ortskern sind noch weitere typische Dreiseitenhöfe vorhanden, die aber nicht mehr landwirtschaftlich genutzt werden. Entlang dem Alten Weg befinden sich außer dem bereits erwähnten Schriftsassenhof noch mehrere typische Fachwerkhäuser sowie am Alten Platz das aus dem Dorfbild herausragendes Jugendstilgebäude des Burgmeierhofes, das im Volksmund auch Rübenschloss genannt wird. Der Name erklärt sich aus dem relativen Wohlstand, den Rübenbauern früher genossen. Mehrere Dreiseitenhöfe mit ihren Fachwerkhäusern sind seit der Jahrtausendwende und insbesondere seit 2010 dem Bauboom zum Opfer gefallen, die Grundstücke wurden mit Eigentumswohnungen stark verdichtet.
Die folgenden Höfe oder Einzelbauten stehen unter Denkmalschutz (Stand 2024):
- Kirchhof Kirchbrink 3, 3c und 6
- ehem. Dorfschule Kirchenbrink 2 und 2c, von 1840/1887
- ehem. Pfarrwitwenhaus, Kirchenbrink 1/Rüninger Weg 5, von 1782
- Wohnhaus Dorfplatz 2, um 1800
- Wohnhaus Dorfplatz 1 a, Fachwerk aus dem 17. Jh.
- Hofanlage Alter Weg 3, 17. Jh. mit Naturdenkmal Eiche
- Wohn-/Wirtschaftsgebäude Alter Weg 6, 1765
- Wohnhaus Alter Platz 2, 1862
- Wohn-/Wirtschaftsgebäude Alter Platz 3, 1767
- Hofanlage Alter Platz 4, Vierseitenhof
- Wassergasse zwischen Alter Platz 4 und 5
- Hofanlage Alter Platz 5, „Rübenschloss“ von 1910
- Scheune Alter Weg 13, 1852
- Schriftsassenhof mit Rokoko-Pavillon, Alter Weg 17 und Leipziger Str. 234, ab 1651
- Großes Weghaus, um 1800

### Wassergasse

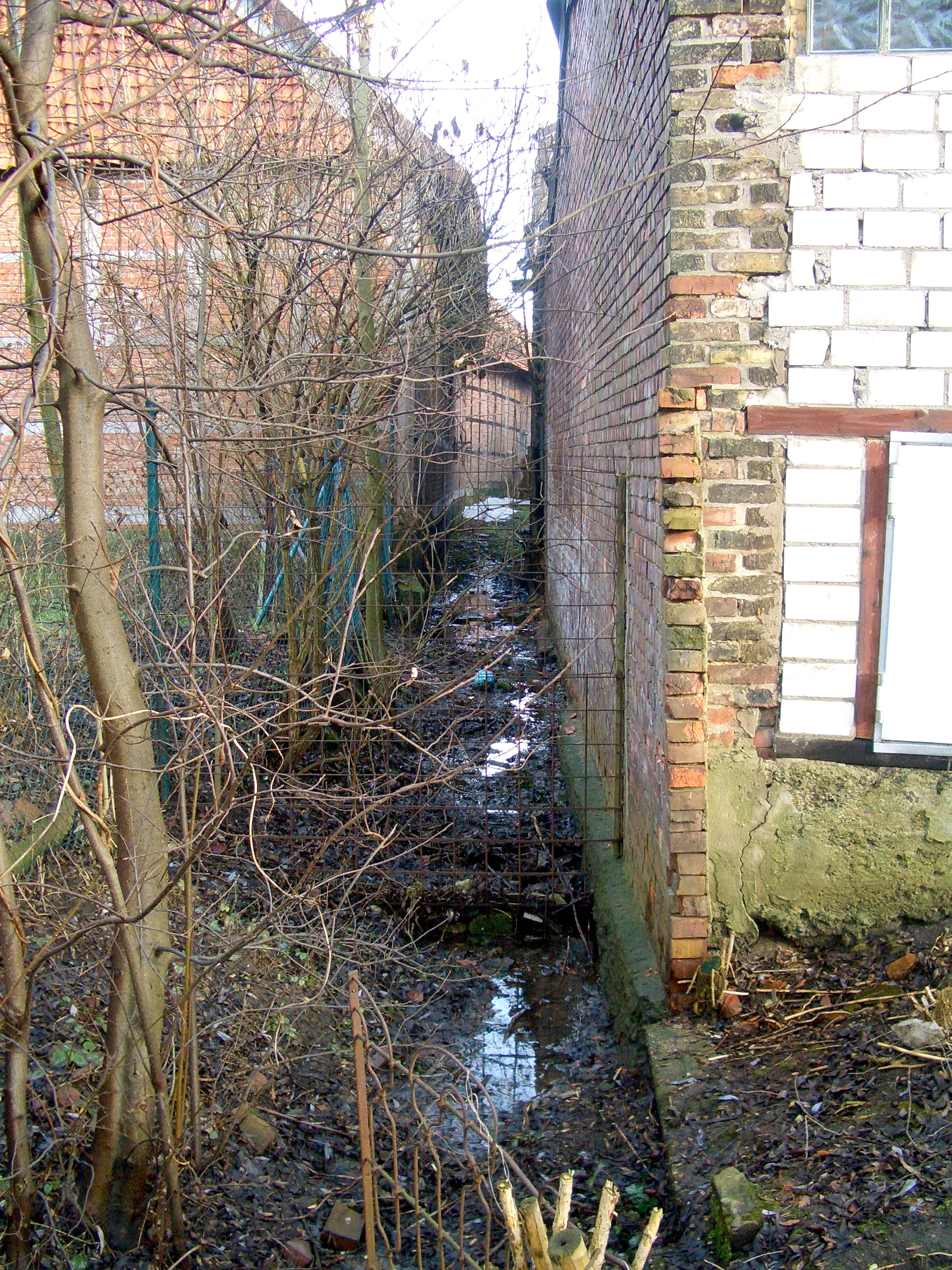
Zwischen den alten Höfen ist diese Wassergasse erhalten geblieben.

Die Dorfbewohner genossen früher das Recht auf einen freien Zugang zum Fluss, um dort Wasser zu holen bzw. zu waschen. Außerdem entwässern die Dächer historischer Bauten nicht in eine Dachrinne, sondern in einen am Boden verlaufenden Traufenstein oder in ein abschüssiges Rinnsal. Beides liegt bei der letzten erhaltenen Wassergasse unmittelbar angrenzend an das Rübenschloss vor. Sie verläuft vom Alten Platz zur Oker eigentlich als öffentlicher Weg, ist jedoch abgezäunt.

### Das Hohe Gericht
Am südlichen Ende der Stöckheimer Feldmark unmittelbar an der alten Heerstraße im Lechlumer Holz befindet sich die frühere zentrale Hinrichtungsstätte des Fürstentums Braunschweig-Wolfenbüttel. Auf sie weisen heute ein Gedenkstein und eine Informationstafel hin.

### Kultur

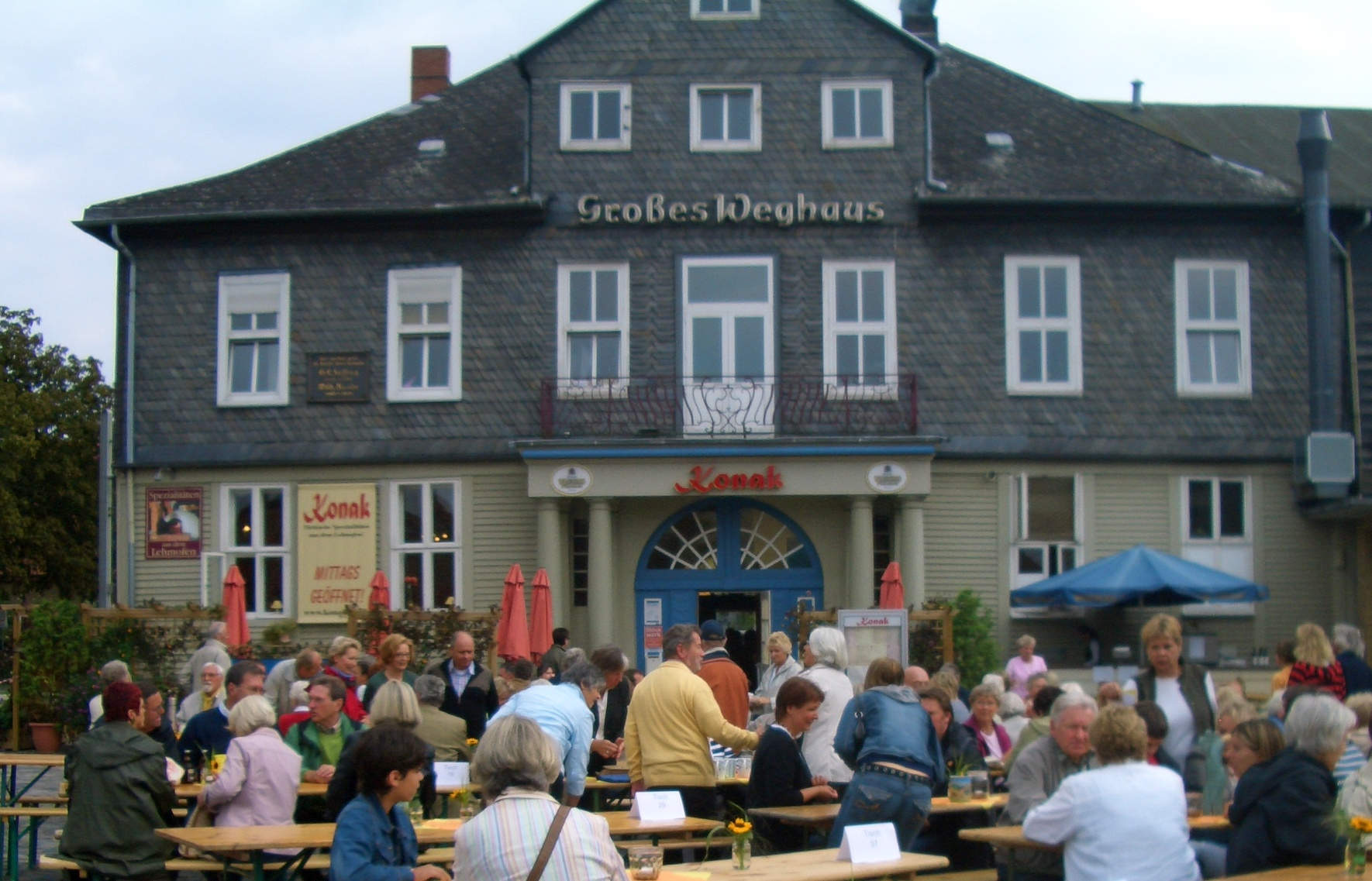
Vom Arbeitskreis „Kultur vor Ort“ organisierte gemeinschaftliche Theateraufführung am Großen Weghaus 2007

Der Rokoko-Pavillon wird als Veranstaltungsort für kleinere Ausstellungen, Lesungen und Vorführungen genutzt. Das Kulturinstitut der Stadt Braunschweig und der Verein „Kultur vor Ort Stöckheim-Leiferde e. V.“ organisieren dort sowie im Gemeindehaus der evangelischen Kirche in Stöckheim und in der Kirche in Leiferde seit 1993 Veranstaltungen. Darüber hinaus finden jährlich offene Familiensonntage in Form geführter Themen-Radtouren, Erzähl-Spaziergänge oder anderer Mitmachaktionen statt.
Mehrere Künstler und Kunsthandwerker aus Stöckheim und Melverode organisieren jährlich ein Wochenende mit „Offenen Werkstätten“. In Stöckheim existieren mehrere Chöre. In der evangelisch-lutherischen Kirchengemeinde ist seit 1995 ein Posaunenchor aktiv.

### Weitere Attraktionen
Im Norden Stöckheims liegen der Zoo Braunschweig und die Produktionsfirma der Braunschweiger Mumme.

## Infrastruktur und Vereinsleben

### Bildung und Forschung
Folgende Bildungseinrichtungen sind in Stöckheim vorhanden:
- vier Kindertagesstätten
- eine Ganztags-Grundschule
- eine weiterführende Schule (Außenstelle des Gymnasiums Raabeschule; ehemalige Orientierungsstufe Stöckheim)
- eine Ortsbücherei der Stadtbibliothek Braunschweig

Im Osten des Ortes an der Bundesautobahn ist das Helmholtz-Zentrum für Infektionsforschung angesiedelt, auf dessen Gelände sich auch die Deutsche Sammlung von Mikroorganismen und Zellkulturen befindet.

### Verkehr

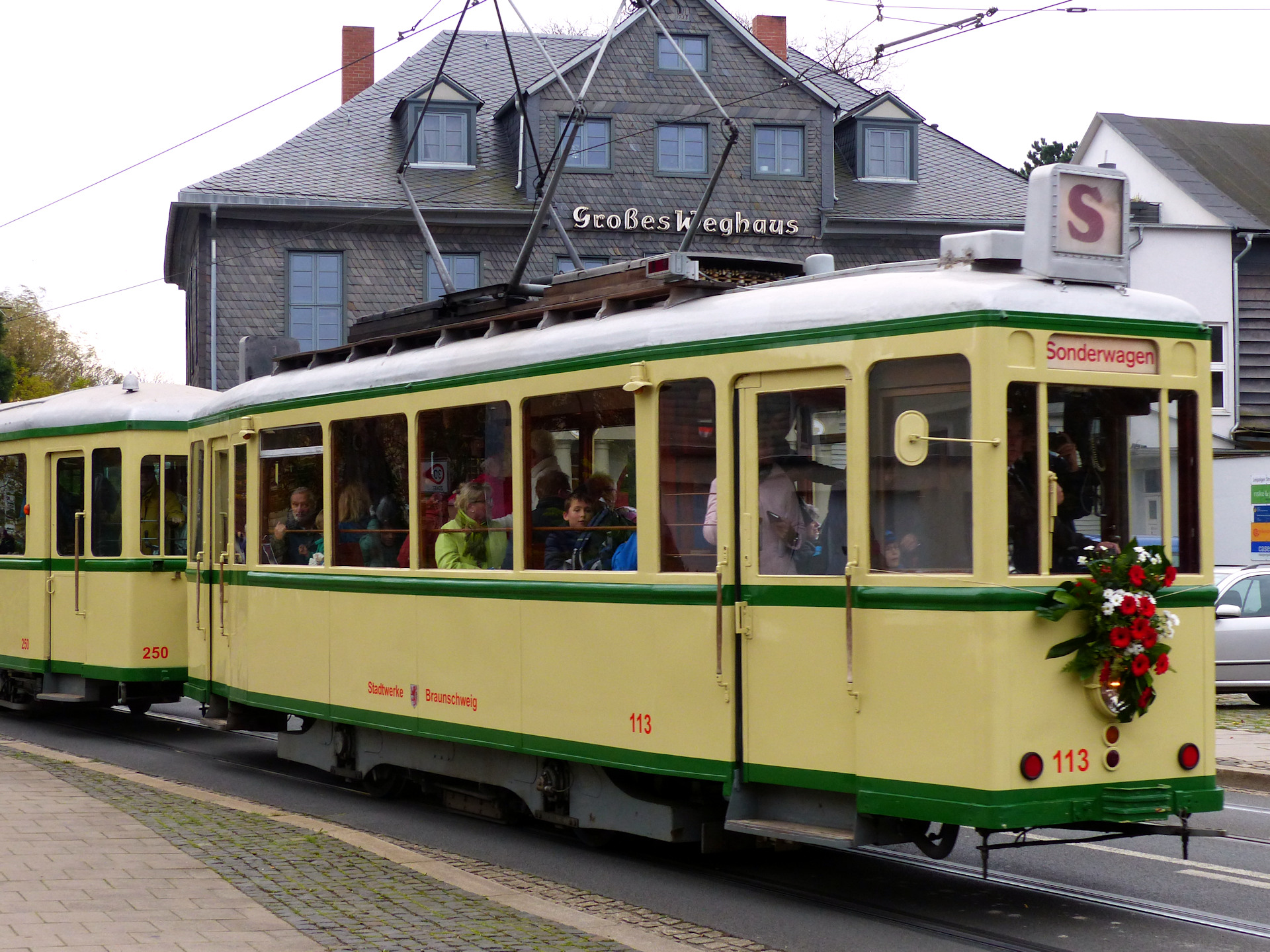
Tram 113 während der Tramparade anlässlich des 120. Jahrestages der Elektrischen Straßenbahn in Braunschweig am Großen Weghaus. Die Linie verband damals Braunschweig mit Wolfenbüttel.

Stöckheim ist über die Anschlussstelle Braunschweig-Stöckheim an die Bundesautobahn 36 angebunden.
Die quer durch Stöckheim verlaufende Hauptverkehrsachse Leipziger Straße wurde in den Jahren 2005 und 2006 im Zusammenhang mit dem Bau der Straßenbahnstrecke vollkommen neu gestaltet.
Stöckheim ist mit der Straßenbahnlinie 1 und den Buslinien 421 und 431 im Nahverkehr in Braunschweig angebunden. Innerhalb von etwa 20 Minuten gelangt man mit der Linie 1, die werktags im 15-Minuten-Takt über den Hauptbahnhof verkehrt, in die Innenstadt. Von  Oktober 2008 bis Oktober 2009 sowie Juni 2010 und März 2021 gab es keine direkte Busverbindung von Stöckheim nach Wolfenbüttel. Von Oktober 2009 bis Juni 2010 verkehrte die Linie 421 mit einem, allerdings im Vergleich zu früher stark eingeschränkten Angebot, zwischenzeitlich zwischen Salzdahlum, Stöckheim und Wolfenbüttel. Seit März 2021 fährt die Linie 421 werktags bis ca. 19 Uhr im 30-Minuten-Takt kommend von der Helmstedter Straße über Lindenberg, Südstadt, Heidberg und Melverode über Stöckheim nach Wolfenbüttel in den Stadtteil Linden - und zurück. Die Buslinie 431 verbindet Stöckheim Mo–Fr außerdem mit den Stadtteilen Mascherode und Bebelhof.

### Freiwillige Feuerwehr

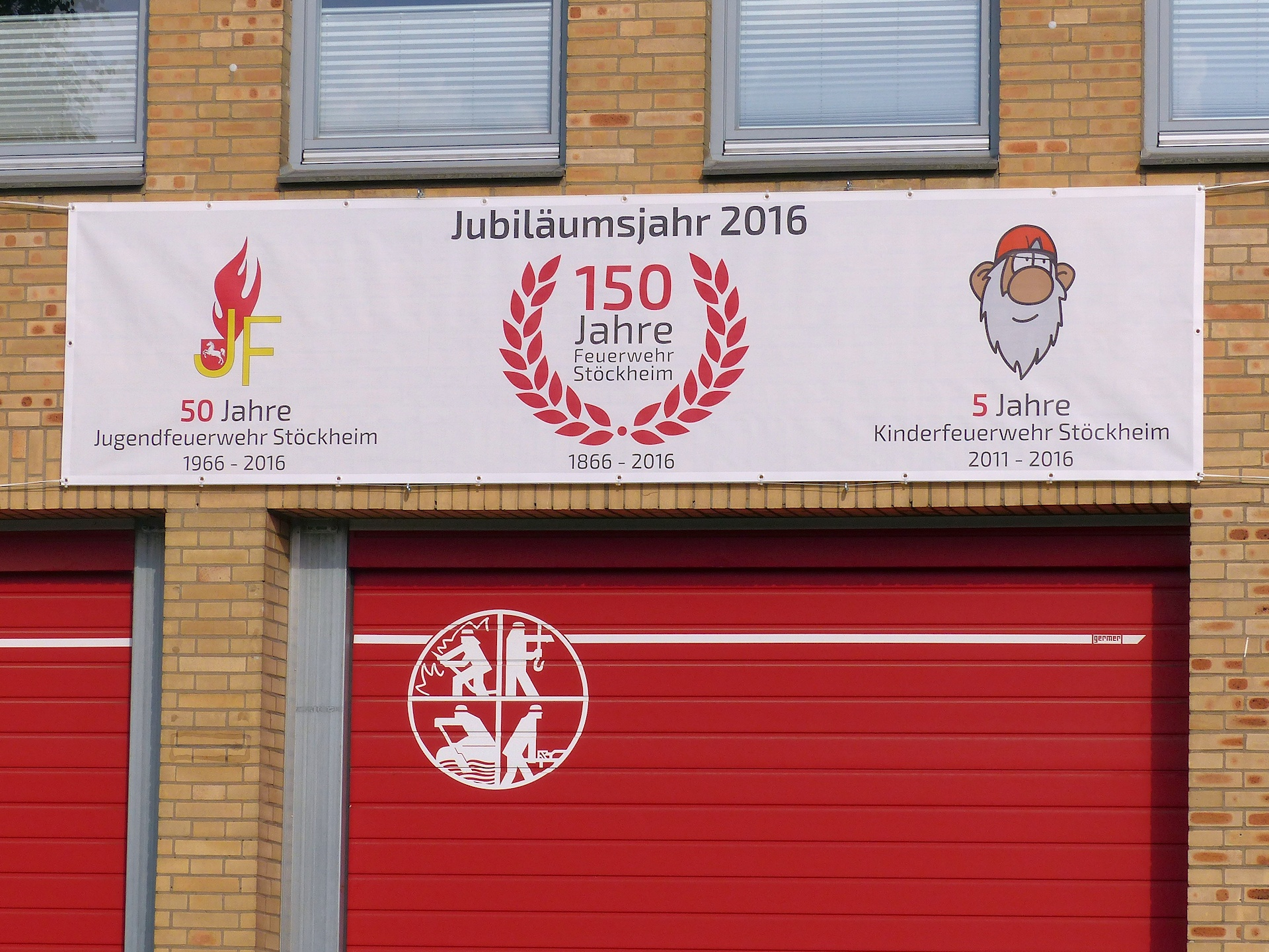
Jubiläumsbanner am Gebäude der Freiwilligen Feuerwehr Stöckheims 2016.

Als eine der ältesten Feuerwehren des ehemaligen Landes Braunschweig und als die älteste Feuerwehr der Stadt Braunschweig stellt die am 5. Februar 1866 gegründete Freiwillige Feuerwehr Stöckheim den abwehrenden Brandschutz und die allgemeine Hilfe insbesondere in ihrem Ortsteil sicher. Die „Feuerwehr Klein Stöckheim“ gehörte am 30. März 1870 zu den Gründungsmitgliedern des Braunschweigischen Landesfeuerwehrverbandes. Sie verfügt derzeit über die zwei Fahrzeuge TSF-W und MTF. Beide werden innerhalb Stöckheims und darüber hinaus auch in Braunschweig eingesetzt. Gemeinsam mit den Feuerwehren aus Leiferde, Stiddien, Geitelde und Riddagshausen bildet die Stöckheimer Feuerwehr den Fachzug 88 der Freiwilligen Feuerwehr Braunschweig, der als Personalreserve im Süden Braunschweigs dient.
Die Jugendfeuerwehr Stöckheim ist die zweitälteste Jugendfeuerwehr, nach Watenbüttel, in der Stadt Braunschweig. Gegründet wurde sie zum 100-jährigen Jubiläum am 1. Februar 1966. Neben der Jugendfeuerwehr gibt es in Stöckheim seit dem 12. Oktober 2011 eine Kinderfeuerwehr für Kinder im Alter zwischen 6 und 10 Jahren.

### Dorffeste
Das Stöckheimer Volksfest wurde jahrelang von einer Arbeitsgemeinschaft aus Sportverein, Feuerwehr, politischen Parteien und ortsansässigen Kleingewerbetreibenden ausgerichtet. Aktuell sind das Osterfeuer am Karsamstag und der Stöckheimer Adventsmarkt am Samstag vor dem 1. Advent genauso Tradition wie das Aufstellen eines Maibaums gegenüber dem Stöckheimer Markt.

## Wappen
Das Wappen ist diagonal geteilt und zeigt in der oberen Hälfte einen steigenden goldenen Löwen auf rotem Hintergrund und in der unteren ein Wagenrad.
Der Löwe symbolisiert die frühere Beziehung der Ortschaft zu den welfischen Herzögen der Stadt Wolfenbüttel während das Rad zum einen auf die alte Heer- und Handelsstraße verweist, die vom Harz nach Braunschweig verlief und durch den Ort führte und zum anderen für das Große Weghaus steht, in dem die Reisenden Halt machten.
Wilhelm Krieg hat das Wappen entworfen, es wurde am 13. Oktober 1980 vom Ortsrat Stöckheim angenommen.

## Persönlichkeiten
- Wilhelm Bornstedt (* 16. August 1905; † 28. März 1987), 1974 bis 1983 Stadtheimatpfleger von Braunschweig und Heimatpfleger von Stöckheim, ausgezeichnet mit dem Niedersächsischen Verdienstorden.
- Norbert Kamp (* 24. August 1927; † 12. Oktober 1999), Historiker, ordentlicher Professor für mittelalterliche Geschichte in Braunschweig, ab 1979 Präsident der Georg-August-Universität Göttingen; er lebte in Stöckheim.
- Robert Kugelberg (* 27. Januar 1886; † 20. November 1964), Politiker (SPD), Abgeordneter im Braunschweigischen und im Niedersächsischen Landtag, Landrat des Landkreises Braunschweig 1954 bis 1956.
- Fritz Lau, Landrat des Landkreises Braunschweig 1972 bis 1974.
- Günther Müller-Stöckheim (* 17. Dezember 1913; † 16. Juli 1943), Marineoffizier.
- Wilhelm Schlüter (* 11. Mai 1900; † 26. Januar 1976), Politiker (SPD), Landtagsabgeordneter von 1955 bis 1967, Landrat des Landkreises Braunschweig 1961 bis 1963, Bürgermeister und Ehrenbürger der Gemeinde Klein Stöckheim.[33]